# رابط نصي

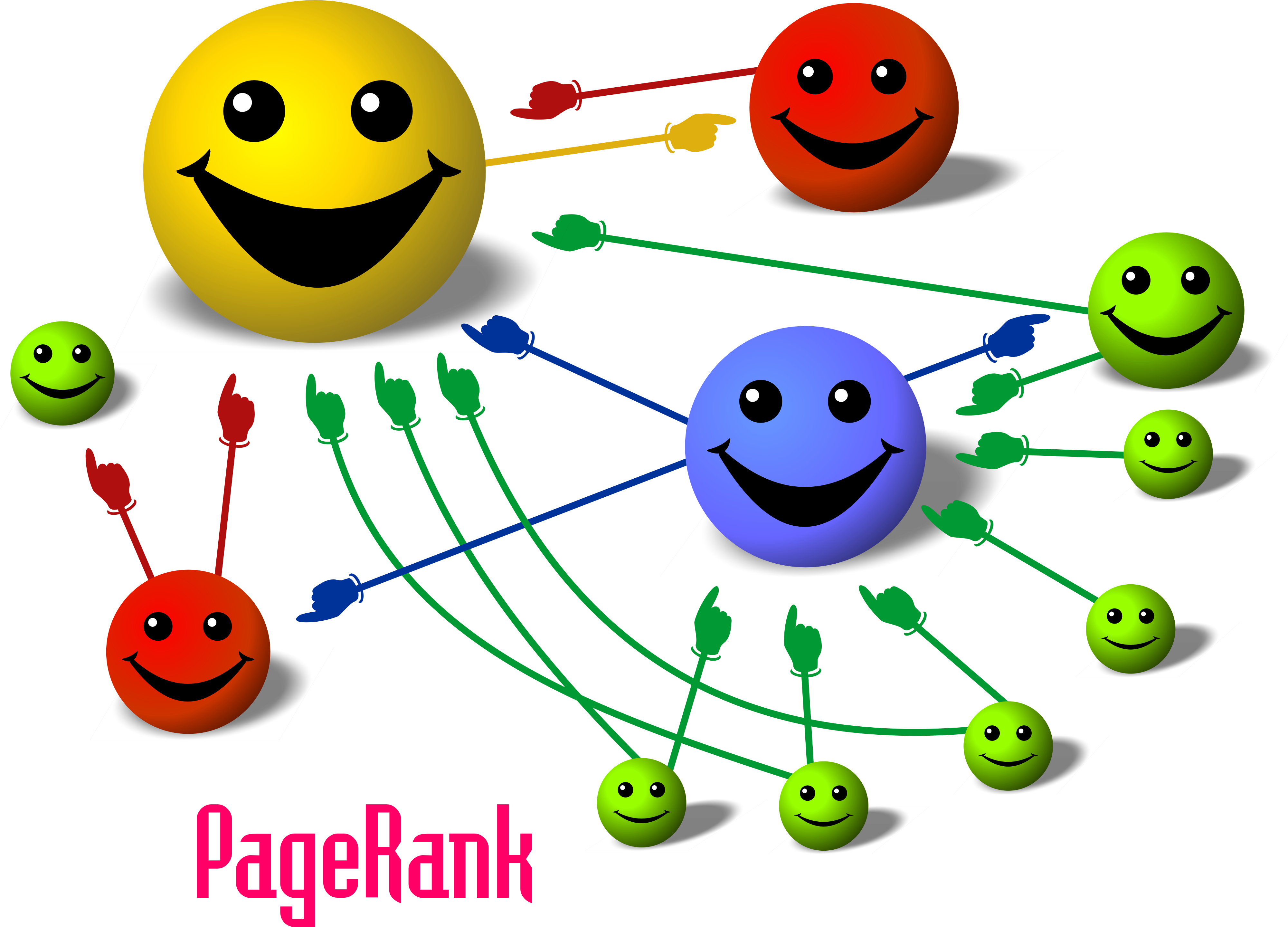
رسم يوضح آلية الروابط بين الصفحات

الروابط النصية (بالإنجليزية: Backlinks)‏، والمعروفة أيضاً باسم الوصلات الواردة، هي وصلات ذات كلمة معينة إلى موقع أو صفحة على الإنترنت، كلما كان ترتيب وأهمية الموقع عالية حظي الموقع في الرابط النصي بتقييم أعلى لدى محركات البحث، والتي تعد من إحدى عناصر (تحسين محركات البحث) التي تساهم في رفع ترتيب المواقع في نتائج البحث.
وكانت الوصلات الواردة شيئاً مهماً في الأصل (قبل ظهور محركات البحث) كوسيلة رئيسية للتصفح على شبكة الإنترنت، واليوم، تكمن أهميتها في تحسين محركات البحث (سيو). ويعتبر عدد الروابط المرتدة هو أحد الإشارات التي تدل على أهمية ذلك الموقع أو الصفحة (على سبيل المثال، يتم استخدام هذه التقنية من قبل جوجل لتحديد تصنيف الموقع). وبعيداً عن تحسين محركات البحث، فإن الروابط المرتدة لموقع ما ربما تكون ذات أهمية شخصية، أو ثقافية، أو ذات فائدة دلالية: فهي تشير إلى نوعية الأشخاص الذين يهتمون بهذه الصفحة.

## تصنيفات محركات البحث
غالباً ما تقوم محركات البحث باستخدام عدد من الروابط المرتدة التي يمتلكها موقع ما كواحد من أهم العوامل لتحديد ترتيب هذا الموقع في محركات البحث، بالإضافة لشعبيته وأهميته. على سبيل المثال، يُلاحظ أن جوجل في وصفها لنظام تصنيف الصفحات الخاص بهم، تقوم بتفسير الرابط من الصفحة «أ» إلى الصفحة «ب» على أنه تصويت من قبل الصفحة «أ» للصفحة «ب». وبمعرفة هذا النوع من تصنيفات محركات البحث، أدى إلى ظهور جزء من صناعة تحسين محركات البحث والتي تُعرف عادة بالمصطلح linkspam «الروابط غير المرغوب فيها»، والتي تحاول من خلالها الشركة وضع أكبر قدر يمكنهم من الوصلات الواردة لموقعهم بغض النظر عن سياق الموقع الأصلي.
غالباً ما تستخدم المواقع تقنيات مختلفة لتحسين محركات البحث من أجل زيادة عدد الروابط المرتدة التي تؤدي إلى موقعهم. بعض هذه الطرق مجانية للجميع، بينما توجد بعض الطرق مثل "linkbaiting" اصطياد الروابط، تتطلب قدراً كبيراً من التخطيط والتسويق للعمل عليها. وهناك بعض المواقع التي تتعثر بطبيعة الحال في اصطياد الروابط، وخير مثال على ذلك هي المواقع الأولى التي تنشر "الأخبار العاجلة" حول أحد المشاهير. عندما يحدث "اصطياد للرابط، سوف ترتبط العديد من المواقع بموقع "الاصطياد" لأن هناك معلومات ذات فائدة قصوى لعدد كبير من الناس.
هناك العديد من العوامل التي تحدد قيمة الرابط المرتد. فالروابط المرتدة من المواقع الرسمية حول موضوع معين تُعد ذات قيمة عالية. إذا كان كلا الموقعين يمتلكان محتوى موجه نحو موضوع ذو كلمة دلالية، فإن الرابط المرتد يعتبر وثيق الصلة بالموضوع ويُعتقد أن له تأثير قوي على تصنيفات محركات البحث الخاصة بالموقع الذي مُنح الرابط المرتد. ويُمثل الرابط المرتد «صوت افتتاحي» إيجابي للموقع المُتلقي من موقع آخر. العامل الآخر المهم هو مرساة النص الخاص بالرابط المرتد. ومرساة النص هي العلامة الوصفية للارتباط التشعبي كما يظهر على صفحة الويب. وتقوم بوتات محركات البحث (أي العناكب، والزواحف...الخ) بفحص النص لتقييم مدى ملائمته لمحتوى صفحة الويب. ويعتبر التطابق بين مرساة النص ومحتوى صفحة الويب ذو قيمة كبيرة في صفحة نتائج محرك البحث فيما يتعلق بالبحث عن أي كلمة رئيسية معينة بواسطة مُحرك البحث المستخدم.

## الأمور التقنية
عندما صُممت لغة ترميز النص الفائق (لغة ترميز النص التشعبي)، لم يكن هناك آلية واضحة في التصميم لتعقب الروابط المرتدة في مجال البرمجيات، حيث أدى ذلك لنفقات عامة ولوجستية إضافية.
وتشمل معظم أنظمة إدارة المحتوى ميزات لتعقب الروابط المرتدة، والتي توفر الموقع الخارجي المرتبط بارسال التنبيهات للموقع المستهدف. وتشمل معظم أنظمة ويكي القدرة على تحديد الصفحات المرتبطة داخليا لأي صفحة معينة، ولكنها لا تتعقب الروابط الخارجية لأي صفحة.
وتوفر معظم محركات البحث التجارية آلية لتحديد عدد الروابط المرتدة التي قامت بتسجيلها لصفحة ويب معينة. على سبيل المثال، يمكن البحث عن جوجل باستخدام الرابط www.wikipedia.org للعثور على عدد الصفحات الموجودة على نقطة الويب للموقع http://www.wikipedia.org/. وتُظهر جوجل فقط جزء صغير من عدد الروابط التي تشير إلى الموقع. وتمنح روابط مرتدة أكثر بكثير مما تُظهر لكل موقع.
هذا وقد طُورت آليات أخرى لتتبع الروابط المرتدة بين صفحات الويب المتباينة التي تسيطر عليها المنظمات التي لا ترتبط مع بعضها البعض. وأبرز مثال على ذلك هو Trackback بين البلوجات.